# Kairuan Sud
La delegació o mutamadiyya de Kairuan Sud (àrab: معتمدية القيروان الجنوبية, muʿtamadiyya al-Qayrawān al-Janūbiyya) és una delegació o mutamadiyya de la governació de Kairuan formada per la part sud de la ciutat de Kairuan i els pobles i viles de la zona al sud de la capital de la governació, entre elles Zaafrana. El seu límit oriental ve marcat per la serra de Kelbia. Al cens del 2004 tenia 83.240 habitants.

## Administració
La delegació o mutamadiyya, amb codi geogràfic 41 52 (ISO 3166-2:TN-12), està dividida en dotze sectors o imades:
- Elmansoura Nord (41 52 51)
- Elmansoura Sud (41 52 52)
- Keblia Sud (41 52 53)
- Merguellil (41 52 54)
- Rakada (41 52 55)
- Zroud (41 52 56)
- Ettaen (41 52 57)
- Ouled Nhar (41 52 58)
- Khazazia (41 52 59)
- El Makhsouma (41 52 60)
- Nebch (41 51 61)
- Zâafrana (41 52 62)
- El Khadra (41 52 63)
- El Hammama (41 51 64)
- Beriket El Argoub (41 52 65)

Al mateix temps, forma part de la municipalitat o baladiyya de Kairuan (41 11).